# هری نلسون پیلزبری
هری نلسون پیلزبری (به انگلیسی: Harry Nelson Pillsbury) شطرنج‌باز برجسته آمریکایی بود.
در سن 22 سالگی، او در مسابقات شطرنج هیستینگز 1895 ، یکی از قوی ترین تورنمنت های آن زمان، قهرمان شد و شهرتی جهانی بدست آورد اما بیماری و مرگ زودهنگام او را از رقابت برای قهرمانی شطرنج جهان باز داشت
او از ۱۸۹۵ تا ۱۹۰۵ شطرنج‌باز بسیار نیرومندی شمرده می‌شد که به خصوص در پنج سال اول آن مدعی قهرمانی جهان بشمار می‌آمد. اما او هیچگاه شانس رویارویی بر سر قهرمانی جهان با لاسکر را بدست نیاورد.